# Вайнштейн, Борис Самойлович
Бори́с Само́йлович Вайнште́йн (19 мая 1907, Одесса — 18 декабря 1993, Москва) — советский шахматист, деятель советского шахматного движения, шахматный литератор; председатель Всесоюзной шахматно-шашечной секции (1942—1945).

## Биография
Родился в семье служащего. В октябре 1924 года поступил на физико-математический факультет Среднеазиатского государственного университета, который окончил в январе 1930. В 1935—1936 годах обучался на 1-м курсе заочного планового института в Москве.
В октябре 1924 — сентябре 1928 был секретарем, инструктором и заместителем председателя оргкомиссии Среднеазиатского пролетарского студенчества, в 1928—1929 годах председателем Среднеазиатской шахматной секции, в 1929—1930
литературным сотрудником ташкентской газеты Правда Востока.
Перейдя на службу в систему Госплана, в марте 1930 — феврале 1931 работал консультантом Среднеазиатского Госплана, феврале 1931 — феврале 1932 был заместителем начальника Центрального управления народно-хозяйственного учета Среднеазиатского Госплана, в феврале 1931 — феврале 1932 ассистентом Среднеазиатского планового института, одновременно в марте 1931 — феврале 1932 был преподавателем Среднеазиатского педагогического института в Ташкенте. В мае 1932 — сентябре 1933 служил старшим экономистом, инспектором, начальником группы и начальником планового отделения строительства БАМа. В октябре 1933 — ноябре 1934 проходил службу в частях РККА в Виннице. В мае 1935 — феврале 1936 был начальником группы планово-финансового отдела Главжелдорстроя НКПС СССР, затем перешел на службу в НКВД.

### Должности в НКВД — МВД
- март 1936 — 1 мая 1937 — заместитель начальника финансового отдела Главного управления шоссейных дорог НКВД СССР
- 1 мая 1937 — февраль 1938 — помощник начальника отделения центрального финансово-планового отдела НКВД СССР
- февраль 1938 — август 1940 — заместитель начальника сектора капитальных работ НКВД СССР
- август 1940 — 3 июля 1941 — заместитель начальника Главпромстроя НКВД СССР
- 3 июля 1941—1941 — заместитель начальника Главгидростроя НКВД СССР
- 23 августа — 15 октября 1941 — заместитель начальника Главного управления оборонительных работ НКВД СССР
- 15 октября 1941 — 18 сентября 1942 — заместитель начальника Главного управления оборонительного строительства НКО СССР
- 18 сентября 1942 — 3 октября 1945 — начальник планового отдела НКВД СССР
- 3 октября 1945 — 1 марта 1946 — заместитель начальника управления материально-технического снабжения (УМТС) НКВД СССР
- 14 февраля 1946 — 30 июля 1947 — заместитель начальника Главнефтестроя Юга и Запада Министерства топливного строительства СССР
- 30 июля 1947 — декабрь 1948 — начальник управления производственных предприятий и лесозаготовок Главнефтестроя при Совете министров СССР
- одновременно с августа 1940 был заместителем начальника управления промышленности и спецстроительтва ГУЛАГа НКВД, затем МВД СССР[1]; с 28 января 1946 находился в резерве офицерского состава МВД СССР; уволен 20 января 1954[2].

Капитан ГБ (16.10.1941), подполковник ГБ (11.02.1943), полковник ГБ (12.01.1945).
После увольнения из МВД работал в отделе экономики Госстроя СССР, опубликовал несколько научных монографий по экономике строительства.
Математик; доктор экономических наук (1968). В конце 1920-х годов организатор шахматного движения в Узбекистане; председатель Среднеазиатской шахматной секции (1928—1929). Участник полуфинала 7-го чемпионата СССР (1931). Автор ряда книг о шахматах, статей и фельетонов. Псевдоним «Ферзьбери». На многих соревнованиях был секундантом Давида Бронштейна.
Первым браком был женат на дирижёре, народной артистке СССР Веронике Дударовой.

## Награды
- Орден Трудового Красного Знамени (21.02.1942)
- Орден «Знак Почета» (20.09.1943)
- Орден Красной Звезды (16.05.1945)
- 4 медали

## Книги
- Меранская система в историческом развитии, М., 1956;
- Комбинации и ловушки в дебюте, [2-е издание], М., 1965;
- Импровизация в шахматном искусстве. О творчестве гроссмейстера Бронштейна, М., 1976;
- Мыслитель. [Об Эм. Ласкере], М., 1981;
- Шахматы сражаются, М., 1985;
- Ловушки Ферзьбери, М., 1990.